# Catedral de Cajamarca
La Catedral de Cajamarca (también conocida como Catedral de Santa Catalina) es la principal catedral barroca en la ciudad homónima. Está bajo propiedad de la Iglesia católica, y fue declarada como Patrimonio Histórico Cultural de la Nación del Perú en 1972.
Se encuentra ubicada en la Plaza Mayor de la ciudad. Su fachada con dos torres inconclusas es una fina y bien lograda muestra del arte barroco, adornada con columnas salomónicas, hornacinas y arabescos de diferentes formas.
El templo en el transcurrir de los años ha recibido algunas modificaciones como la reja exterior y sus columnas, el reloj mecánico por donación del presidente Ramón Castilla.

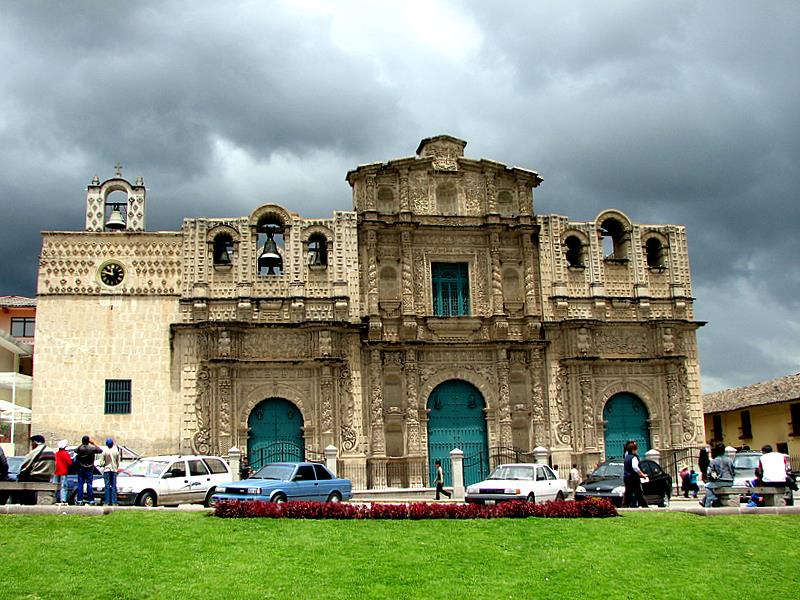
Catedral de Cajamarca.

## Historia
En el siglo XVII se inicia la construcción. En el siglo XVIII son fundidas las campanas de la catedral. Desde 1908 ocupa el rango catedral.
El 28 de diciembre de 1972 fue declarada como Patrimonio Histórico Cultural de la Nación del Perú.